# Hermanowice
Hermanowice – wieś w Polsce położona w województwie podkarpackim, w powiecie przemyskim, w gminie Przemyśl.
| SIMC    | Nazwa               | Rodzaj    |
| ------- | ------------------- | --------- |
| 0608687 | Kolonia Hermanowska | część wsi |

## Historia
Wieś powstała w wyniku niemieckiej akcji kolonizacyjnej w I połowie XV wieku.
W roku 1426 wieś była dziedzictwem Piotra Grochowskiego, skąd jedna dzielnica Grochowskich przezwana została Hermanowskim. W 1560 roku wsią dzielą się Jan i Marcin Hermanowscy, następnie dziedziczyli ją Drohojowscy i Fredrowie. Począwszy od łowczego sieradzkiego Krzysztofa Kraińskiego majątek przeszedł na Kraińskich. Pod koniec XIX wieku wieś należała do Jaruntowskich. W 1869 roku wieś liczyła 419 mieszkańców, w większości obrządku greckokatolickiego. Parafia greckokatolicka była na miejscu, parafia rzymskokatolicka w Niżankowicach. W Hermanowicach zachowały się pozostałości parku dworskiego z przełomu XVII i XIX w., kapliczka murowana z XIX w., dworzec kolejowy Kolei Węgiersko-Galicyjskiej, murowana, z końca XIX w. oraz kościół parafialny, murowany, z lat 1936–1937.
W 1814 urodził się tu Bogusz Stęczyński (1814–1890), zapomniany dziś poeta, rysownik, podróżnik i krajoznawca. 
W II Rzeczypospolitej wieś w powiecie przemyskim w województwie lwowskim. Do 1939 roku istniała gmina Hermanowice.
W latach 1943–1946 nacjonaliści ukraińscy z OUN-UPA zamordowali tutaj 11 Polaków.
W latach 1954–1972 wieś należała i była siedzibą władz gromady Hermanowice. W latach 1975–1998 miejscowość administracyjnie należała do województwa przemyskiego.
31 lipca 1944 wieś została zajęta przez Armię Czerwoną.
W miejscowości był przystanek kolejowy Hermanowice.